# Самотній вершник Бьюкенен
Самотній вершник Бьюкенен — вестерн 1958 року.

## Сюжет
По дорозі до Західного Техасу, Том Бьюкенен заїжджає у каліфорнійське містечко Агрі, де ведеться війна між членами сім'ї Агрі. Намагаючись допомогти мексиканцеві, який має намір помститися одному з членів цієї сім'ї, Том опиняється один проти них всіх.